# Џан Јаман
Џан Јаман (тур. Can Yaman; Истанбул, 8. новембар 1989) турски је глумац. Познат је по улози Ферита Аслана у серији Пун месец (2017), Џана Дивита у серији Сањалица (2020—2021), Озгура Атасоја у серији Господин Погрешни (2020) и Франческа Демира у серији Виола боје мора (2022).

## Биографија
Рођен је 8. новембра 1989. године у Истанбулу. Деда по оцу му је Албанац из Приштине, а баба Албанка из Скопља. Нећак је фудбалског тренера Фуата Јамана. Од раног детињства, обе бабе су биле укључене у његово васпитање и негу због финансијских потешкоћа које су имали његови родитељи, који су се развели када је имао пет година. Течно говори турски, италијански, енглески, а такође се служи и шпанским.

## Филмографија
| Улоге Џана Јамана |                   |               |                 |          |
| Година            | Српски назив      | Изворни назив | Улога           | Напомена |
| 2014.             |                   |               | Бедир Коџадаг   |          |
| 2015—2016.        |                   |               | Јалин Арас      |          |
| 2016—2017.        |                   |               | Тарик Чам       |          |
| 2017.             | Пун месец         |               | Ферит Аслан     |          |
| 2018—2019.        | Сањалица          |               | Џан Дивит       |          |
| 2020.             | Господин Погрешни |               | Озгур Атасој    |          |
| 2021.             |                   |               | Ђино            |          |
| 2022.             | Виола боје мора   |               | Франческо Демир |          |
| 2023.             |                   |               | Хасан Балабан   |          |